# Östersunds-Postens litteraturpris
Östersunds-Postens litteraturpris delades ut åren 1957–1998 till den norrländske författare som ansågs ha gjort årets "fullödigaste litterära insats".

## Pristagare
- 1957 – Björn-Erik Höijer
- 1958 – Lars Ahlin
- 1959 – Gustav Hedenvind-Eriksson
- 1960 – Eyvind Johnson
- 1961 – Erik Lindegren
- 1962 – Gustaf Näsström
- 1963 – Folke Isaksson
- 1964 – Sara Lidman
- 1965 – Per Olof Sundman
- 1966 – Gunnar Ahlström
- 1967 – Carl-Göran Ekerwald
- 1968 – Birger Norman
- 1969 – Sune Jonsson
- 1970 – Sven Rosendahl
- 1971 – Stig Sjödin
- 1972 – Ing-Marie Eriksson
- 1973 – Karl Rune Nordkvist
- 1974 – Helmer Grundström
- 1975 – Kerstin Ekman
- 1976 – Per Agne Erkelius
- 1977 – Lars Lundkvist
- 1978 – P.O. Enquist
- 1979 – Kurt Salomonson[2]
- 1980 – Per Gunnar Evander
- 1981 – Lars Widding
- 1982 – Torgny Lindgren
- 1983 – Gerda Antti
- 1984 – Mauritz Edström
- 1985 – Gunnar Kieri
- 1986 – Sven O. Bergkvist
- 1987 – Kjell Espmark
- 1988 – Bengt Pohjanen
- 1989 – Göran Norström
- 1990 – Bodil Malmsten
- 1991 – Peter Englund
- 1992 – Åke Lundgren
- 1993 – Lennart Frick
- 1994 – Peter Mosskin
- 1995 – Torbjörn Säfve
- 1996 – Urban Andersson
- 1997 – Elisabeth Rynell
- 1998 – Lennart Lundmark[3]